# 拾哈
塞卜哈（阿拉伯语：‎）是利比亚中部沙漠中的一座城市，位于利首都的黎波里以南750公里，为塞卜哈省首府，人口约13万。由于它控制着通往南部邻国尼日尔的要道，因此是战略要地。
2011年9月21日，新政权全国过渡委员会的武装在没有遭到大规模抵抗的情况下占领了该地。2012年3月27日，當地爆發大規模武裝衝突，至少50人被殺。